# Opopaea ita
Espèce
Opopaea ita est une espèce d'araignées aranéomorphes de la famille des Oonopidae.

## Distribution
Cette espèce est endémique du Santa Catarina au Brésil,. Elle se rencontre entre Seara et Itá.

## Description
La femelle holotype mesure 1,37 mm.

## Étymologie
Son nom d'espèce lui a été donné en référence au lieu de sa découverte, Itá.

## Publication originale
- Ott, 2003 :  Descrição de duas espécies novas de Opopaea do sul do Brasil (Oonopidae, Araneae). Iheringia, Sér. Zool. vol. 93, no 2, p. 177-182 (texte intégral).